# Marek Doepnitsa

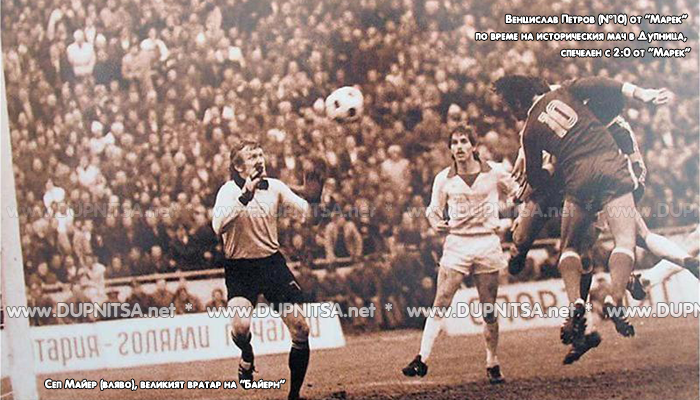
Marek Doepnitsa in actie in 1978

PFC Marek Doepnitsa (Bulgaars: ПФК Марек Дупница) is een Bulgaarse voetbalclub uit de stad Doepnitsa.
De club werd opgericht als Slavia Doepnitsa en veranderde zeer vaak van naam, van na de Tweede Wereldoorlog tot na de val van het communisme was Stanke Dimitrov de naam van de stad Doepnitsa. De club speelde voor het eerst op het hoogste niveau na de Tweede Wereldoorlog en degradeerde in 1950. De club kwam voor één seizoen terug in 1953 en 1957 maar werd telkens laatste. De terugkeer in 1960 was succesvoller en Marek werd 5de, dit werd echter gevolgd door een laatste plaats, toch degradeerde de club niet en speelde de volgende seizoenen in de middenmoot tot de degradatie volgde in 1967. Marek keerde nog terug van 1968 tot 1972. Bij de nieuwe terugkeer in 1976 werd de club 3de en kon zo voor het eerst Europees voetbal spelen, het machtige Hongaarse Ferencvaros Boedapest werd pootje gelicht in de eerste ronde maar in de 2de ronde was Bayern München te sterk al won Marek wel de thuiswedstrijd met 2-0. Datzelfde seizoen redde de club zich net van de degradatie maar won wel de beker zodat een 2de opeenvolgende seizoen van Europees voetbal volgde. De thuiswedstrijd tegen Aberdeen FC werd gewonnen maar in Schotland werd de club opzij gezet. Na enkele seizoenen in de subtop degradeerde de club opnieuw in 1982.
Dan raakte de club in verval, Marek kon niet terugkeren naar de hoogste klasse en gleed zelfs weg naar de 3de klasse. In 2000 werd de club kampioen en keerde terug naar de 2de klasse. De club promoveerde in één ruk door naar de hoogste klasse en werd na 19 jaar afwezigheid 11de op 14. De club kon zich handhaven op het hoogste niveau tot 2008, de beste plaats sinds de terugkeer was 7de in 2004. In 2010 kreeg de club geen licentie op het tweede niveau vanwege financiële problemen. Er werd een doorstart gemaakt op het vierde niveau. In 2014 won de club de B Grupa en promoveerde naar de A Grupa. De club werd voorlaatste en degradeerde terug. Door financiële problemen werd de club teruggezet naar de regionale reeksen en in 2016 kon de club terugkeren naar de derde klasse en in 2021 naar de tweede klasse. 

## Erelijst
- Beker van Bulgarije

Winnaar: 1978
- B Grupa

2014
- V Grupa

2013

## Naamsveranderingen
- 1919 : Opgericht als Slavia Doepnitsa
- 1920 : Levski Doepnitsa
- 1921 : Atletic Doepnitsa
- 1922 : JSK Doepnitsa
- 1923 : Pobeda Doepnitsa
- 1924 : BP'24 Doepnitsa
- De club veranderde 4 keer van naam tussen 1926 en 1946
- 1945 : stadsnaam Doepnitsa verandert in Stanke Dimitrov
- 1947 : fusie met Levski Stanke Dimitrov → DFS Marek Stanke Dimitrov
- 1949 : Cerveno Zname Stanke Dimitrov
- 1953 : Lokomotiv Stanke Dimitrov
- 1953 : DNA Stanke Dimitrov
- 1954 : Spartak Stanke Dimitrov
- 1955 : Septemvri Stanke Dimitrov
- 1956 : DFS Marek Stanke Dimitrov
- 1986 : Rila Stanke Dimitrov
- 1989 : FK Marek Stanke Dimitrov
- 1992 : FK Marek Doepnitsa

## Marek in Europa
- 1R = eerste ronde
- 2R = tweede ronde
- PUC = punten UEFA coëfficiënten

Uitslagen vanuit gezichtspunt Marek Doepnitsa
| Seizoen | Competitie    | Ronde | Land               | Club                       | Totaalscore | 1e W    | 2e W       | PUC |
| ------- | ------------- | ----- | ------------------ | -------------------------- | ----------- | ------- | ---------- | --- |
| 1977/78 | UEFA Cup      | 1R    | Vlag van Hongarije | Ferencvaros                | 3-2         | 3-0 (T) | 0-2 (U)    | 4.0 |
|         |               | 2R    | Vlag van Duitsland | FC Bayern München          | 2-3         | 0-3 (U) | 2-0 (T)    | 4.0 |
| 1978/79 | Europacup II  | 1R    | Vlag van Schotland | Aberdeen FC                | 3-5         | 3-2 (T) | 0-3 (U)    | 2.0 |
| 2002    | Intertoto Cup | 1R    | Vlag van Wales     | Caersws FC                 | 3-1         | 2-0 (T) | 1-1 (U)    | 0.0 |
|         |               | 2R    | Vlag van Israël    | MS Ashdod                  | 2-1         | 1-1 (U) | 1-0 (T)    | 0.0 |
|         |               | 3R    | Vlag van Kroatië   | Slaven Belupo Koprivnica   | 1-6         | 0-3 (T) | 1-3 (U)    | 0.0 |
| 2003    | Intertoto Cup | 1R    | Vlag van Hongarije | Videoton FC Székesfehérvár | 5-2         | 2-2 (U) | 3-2 nv (T) | 0.0 |
|         |               | 2R    | Vlag van Duitsland | VfL Wolfsburg              | 1-3         | 1-1 (T) | 0-2 (U)    | 0.0 |
| 2004    | Intertoto Cup | 1R    | Vlag van Georgië   | Dila Gori                  | 2-0         | 0-0 (T) | 2-0 (U)    | 0.0 |
|         |               | 2R    | Vlag van België    | KRC Genk                   | 1-5         | 1-2 (U) | 0-3R (U)   | 0.0 |

Totaal aantal punten voor UEFA coëfficiënten: 6.0
Zie ook
- Deelnemers UEFA-toernooien Bulgarije
- Ranglijst van alle clubs die in de diverse Europa Cups zijn uitgekomen